# Smátindar
Smátindar är en bergstopp i republiken Island. Den ligger i regionen Austurland, 400 km öster om huvudstaden Reykjavík. Toppen på Smátindar är 823 meter över havet.
Närmaste större samhälle är Djúpivogur, omkring 18 kilometer söder om Smátindar. Trakten runt Smátindar består i huvudsak av gräsmarker.